# Folium
Folium (lateinisch für „Blatt“, Plural: folia) ist in der Kodikologie (Wissenschaft vom antiken und mittelalterlichen Buch) die übliche Bezeichnung für ein Pergament- oder Papierblatt in einem Kodex.
Bis ins 16. Jahrhundert hinein war es üblich, in Büchern nicht die Seiten, sondern die Blätter zu zählen und mit Blattziffern meist am oberen Rand zu versehen. Diese Art der Bezifferung wird Foliierung genannt, im Unterschied zur Paginierung bei Seitenzählung. Der Ablativ folio („auf Blatt“), abgekürzt f. oder fol., ist daher in allen Wissenschaften, die sich mit alten Texten beschäftigen, noch heute üblich anstelle einer Seitenangabe: f. 26r (sprich: folio 26 recto) bedeutet „auf der Vorderseite von Blatt 26“, f. 26v (folio 26 verso) bedeutet „auf der Rückseite von Blatt 26“. Diese Zählung wird bis heute für den Talmud sowie für Verwaltungs- und Gerichtsakten benutzt.
Folio (2°) ist dementsprechend auch der Name eines historischen Blatt- und Buchformats (Höhe ca. 40–45 cm, Breite ca. 30 cm, entspricht recht genau heutigem DIN A3). Es entstand im frühen Buchdruck durch einmaliges Falzen der Papierbögen.